# Почесні громадяни Буенос-Айреса

Герб Буенос-Айреса

Поче́сний (видатни́й) громадяни́н Автоно́много мі́ста Буенос-Айрес (ісп. Ciudadano Ilustre de la Ciudad Autónoma de Buenos Aires) — почесне звання, що присвоюється від імені громади міста Буенос-Айрес та є вищим знаком вдячності жителів цього міста. Воно присвоюється фізичним особам, які мають видатні заслуги та внесли великий особистий вклад у розвиток Буенос-Айреса, його культуру, науку, політику, спорт тощо. Звання присвоюється лише аргентинцям, які народилися або прожили більше 10 років у місті.
Першою відзначеною цією нагородою особою була Флорентіна Гомес Міранда, аргентинська правниця та політик лівого толку, яку нагородили 25 березня 1999 року. З того часу, станом на 2023 рік, було нагороджена 241 людина.

## Порядок нагородження
Міська влада Буенос-Айреса затвердила наступні місцеві нагороди:
- Видатний гість міста Буенос-Айрес (ісп. Visitante Ilustre de la Ciudad de Buenos Aires);
- Почесний гість міста Буенос-Айрес (ісп. Huésped de Honor de la Ciudad de Buenos Aires);
- Почесний (видатний) громадянин міста Буенос-Айрес (ісп. Ciudadano/a Ilustre de la Ciudad de Buenos Aires);
- Видатна особистість міста Буенос-Айрес (ісп. Personalidad Destacada de la Ciudad de Buenos Aires);
- Знак за заслуги (ісп. Medalla al mérito);
- Почесна грамота за мужність або відвагу (ісп. Diploma de Honor al Valor o Arrojo).

Згідно міського закону № 578, звання почесного громадянина присуджується законодавчим органом автономного міста Буенос-Айрес, що приймає спеціальний законодавчий акт, схвалений двома третинами депутатів. Отримати звання можуть лише фізичні особи, громадяни Аргентини, які народилися в місті Буенос-Айрес або проживають у ньому не менше 10 років і які відзначилися своєю діяльністю в галузях культури, науки, політики, спорту та захист прав, гарантованих Національною Конституцією та Конституцією міста Буенос-Айрес. Почесне громадянство не може бути надано будь-якій особі, яка скоїла злочини проти людства в будь-де у світі, а також будь-кому, хто здійснював і видавав накази про репресії під час військової диктатури.

## Перелік почесних громадян

### Нагороджені у 1990-х
| Особа | Закон (Ley CABA) | Дата присвоєння | Пр.       |
| --- | ---------------- | --------------- | --------- |
| Марія Флорентіна Гомес Міранда (María Florentina Gómez Miranda; 1912—2011) - Юрист і політик. Діячка лівого Громадянського радикального союзу, депутат нижньої палати парламенту у 1983—1991 роках. Відома захистом прав жінок. | Nº176/1999       | 25 березня      | [ Ley 1 ] |
| Берта Перельштайн де Браславскі (Berta Perelstein de Braslavsky; 1913—2008) - Педагог і міжнародний педагогічний консультант, яку називають «учителем учителів».                                                                | Nº266/1999       | 14 жовтня       | [ Ley 2 ] |
| Грегоріо Вайнберґ (Gregorio Weinberg; 1919—2006) - Письменник, історик, редактор і педагог, який займався дослідженнями та викладанням культури, історії ідей та освіти.                                                        | Nº267/1999       | 14 жовтня       | [ Ley 3 ] |

### Нагороджені у 2000-х
| Особа | Закон (Ley CABA) | Дата присвоєння | Пр.         |
| --- | ---------------- | --------------- | ----------- |
| Едуардо Гудіньйо Кіффер (Eduardo Gudiño Kieffer; 1935—2002) - Письменник і журналіст. | Nº619/2001       | 2 серпня        | [ Ley 4 ]   |
| Онофре Ловеро (Onofre Lovero; 1925—2012) - Актор і театральний режисер. | Nº620/2001       | 2 серпня        | [ Ley 5 ]   |
| Альберто Мігре (Alberto Migré; 1931—2006) - Письменник і телепродюсер, автором кількох «мильних опер» на телебаченні. | Nº673/2001       | 15 листопада    | [ Ley 6 ]   |
| Орасіо Салас (Horacio Salas; 1938—2020) - Поет, есеїст й історик. Був директором Національного фонду мистецтв і Національної бібліотеки. | Nº674/2001       | 15 листопада    | [ Ley 7 ]   |
| Фелікс Франсіско Неббія (Félix Francisco Nebbia; нар. 1948) - Співак, музикант і композитор, який вважається одним із засновників аргентинського року. Його пісня La balsa 1967 року, записана у співавторстві з Тангіто і виконана групою Los Gatos, принесла величезний успіх року іспанською мовою в Аргентині та була визнана найкращою рок-піснею в історії Аргентини за версією журналу Rolling Stone та MTV. | Nº675/2001       | 15 листопада    | [ Ley 8 ]   |
| Мігель Анхель Естрелья (Miguel Ángel Estrella; 1940—2022) - Класичний піаніст. | Nº676/2001       | 15 листопада    | [ Ley 9 ]   |
| Алехандро Доліна (Alejandro Dolina; нар. 1944) - Письменник, музикант, радіо та телеведучий, актор. | Nº677/2001       | 15 листопада    | [ Ley 10 ]  |
| Лєрко Спіллер (Ljerko Spiller; 1908—2008) - Скрипаль, учитель музики та диригент хорватського походження. | Nº721/2001       | 14 грудня       | [ Ley 11 ]  |
| Марія Фукс (María Fux; 1922—2023) - Балерина, хореограф і танцювальний терапевт. Відома, як автор власної системи танцювальної терапії в Аргентині. | Nº722/2001       | 14 грудня       | [ Ley 12 ]  |
| Есмеральда Аголья (Esmeralda Agoglia; 1923—2014) - Балерина. Перша аргентинка, яка отримала міжнародне визнання за свою роботу в класичному танці, пізніше стала хореографом. | Nº723/2001       | 14 грудня       | [ Ley 13 ]  |
| Педро Оргамбіде (Pedro Orgambide; 1929—2003) - Письменник-поліграф мексиканського походження. | Nº724/2001       | 14 грудня       | [ Ley 14 ]  |
| Альфредо Алькон (Alfredo Alcón; 1930—2014) - Театральний актор і режисер. | Nº807/2002       | 2 липня         | [ Ley 15 ]  |
| Мігель Унамуно (Miguel Unamuno; 1932—2009) - Політичний діяч, який обіймав посаду міністра праці в уряді Ісабель Перон. | Nº808/2002       | 2 липня         | [ Ley 16 ]  |
| Професор Хорхе Очоа де Егілеор (Jorge Ochoa de Eguileor; ?) - Історик. | Nº809/2002       | 2 липня         | [ Ley 17 ]  |
| Лоліта Торрес (Lolita Torres; 1930—2002) - Співачка та акторка. Протягом своєї 50-літньої творчої кар'єри грала в кіно, на радіо, у театрі та на телебачення. Здобла популярність не тільки в Південній Америці, а й у країнах Азії та Європи. Через проблеми зі здоров'ям у 1990-х роках вона відійшла від активної діяльності і за місяць до смерті її було нагороджено почесним громадянинством міста Буенос-Айрес. | Nº810/2002       | 1 серпня        | [ Ley 18 ]  |
| Хуан Карлос Хене (Juan Carlos Gené; 1929—2012) - Актор і драматург, профспілковий і політичний діяч. Президентом і генеральний секретар Аргентинської асоціації акторів, генеральний директор Channel 7 і генеральний директор муніципального театру ім. генерала Сан-Мартіна в Буенос-Айресі. Він був директор Латиноамериканського центру створення та дослідження театру (CELCIT) до своєї смерті. | Nº846/2002       | 1 серпня        | [ Ley 19 ]  |
| Леопольдо Федеріко (Leopoldo Federico; 1927—2014) - Диригент, композитор і бандонеоніст, який вважається одним з найвидатніших виконавців у жанрі танго. | Nº858/2002       | 15 серпня       | [ Ley 20 ]  |
| Хуан Карлос Коломбрес «Ландрю» (Juan Carlos Colombres «Landrú»; 1923—2017) - Художник-мультиплікатор. | Nº977/2002       | 12 грудня       | [ Ley 21 ]  |
| Ектор Россетто (Héctor Rossetto; 1923—2017) - Шахіст, міжнародний гросмейстер і п'ятиразовий чемпіон Аргентини. | Nº978/2002       | 12 грудня       | [ Ley 22 ]  |
| Елена Мусманно (Elena Musmanno; 1908—2012) - Вчена-нутриціолог. Була високопосадовцем ООН, дослідником, викладачем, міжнародним консультантом і автором численних праць для підготовки фахівців у галузі харчування та поширення науки про харчування. | Nº979/2002       | 12 грудня       | [ Ley 23 ]  |
| Рейнальдо Чакон (Reinaldo Chacón; ?) - Медик. | Nº980/2002       | 12 грудня       | [ Ley 24 ]  |
| Аквіліно Гонсалес Подеста (Aquilino González Podestá; ?) - Архітектор. | Nº981/2002       | 12 грудня       | [ Ley 25 ]  |
| Родольфо Медерос (Rodolfo Mederos; нар. 1940) - Бандонеоніст, режисер, педагог, композитор і аранжувальник. Засновник культового гурту Generación Cero. | Nº982/2002       | 12 грудня       | [ Ley 26 ]  |
| Професор Оскар Карлос Пекора (Oscar Carlos Pécora; ?) - Театральний режисер. | Nº983/2002       | 12 грудня       | [ Ley 27 ]  |
| Роберто Санчес «Сандро» (Roberto Sánchez «Sandro»; нар. 1940) - Співак і актор. Як виконавець відомий в жанрах canción melódica, рок-н-ролу та попмузики. | Nº984/2002       | 12 грудня       | [ Ley 28 ]  |
| Єва Хіберті (Eva Giberti; нар. 1929) - Психолог і психоаналітик, соціальний працівник і професор університету. Протягом усього свого професійного життя систематично займалася дослідженнями «гендеру». | Nº985/2002       | 12 грудня       | [ Ley 29 ]  |
| Грасієла Борхес (Graciela Borges; нар. 1942) - Видатна аргентинська акторка кіно, театру та телебачення, радіоведуча. Відзначена своїм талантом і надзвичайною привабливістю, вона стала символом аргентинської краси 1960-х і 1970-х років, а участь у кількох фільмах зробила її найвідомішою акторкою національного кіно. | Nº986/2002       | 12 грудня       | [ Ley 30 ]  |
| Майор Вісенте Альберто Варела (Vicente Alberto Varela; ?) - Майор аргентинської армії у відставці, який пережив громадянсько-військове повстання 1956 року на захист національної конституції під командуванням генерала Хуана Хосе Вальє. | Nº987/2002       | 12 грудня       | [ Ley 31 ]  |
| Педро Ігнасіо Кальдерон (Pedro Ignacio Calderón; нар. 1933) - Музикант, що протягом багатьох років був керівником філармонічного оркестру Буенос-Айреса. | Nº988/2002       | 12 грудня       | [ Ley 32 ]  |
| Ектор Майораль (Héctor Mayoral; нар. 1937) - Танцюрист танго, викладач і хореограф. | Nº989/2002       | 12 грудня       | [ Ley 33 ]  |
| Ельса Марія Боркес де Майораль (Elsa María Bórquez de Mayoral; ?) - Танцівниця. | Nº990/2002       | 12 грудня       | [ Ley 34 ]  |
| Професор Сара Б'янкі (Sarah Bianchi; 1922—2010) - Вчителька, театральна режисерка, театральна акторка, лялькарка і авторка різноманітних лялькових вистав для дітей і дорослих. | Nº991/2002       | 12 грудня       | [ Ley 35 ]  |
| Оскар Еміліо «Качо» Тірао (Oscar Emilio «Cacho» Tirao; 1941—2007) - Гітарист і композитор народної музики, що грав у своєму стилі та техніці класичної гітари. | Nº1026/2003      | 18 червня       | [ Ley 36 ]  |
| Альфредо Ді Стефано (Alfredo Di Stéfano; 1926—2014) - Аргентинсько-іспанський футболіст і тренер. Легендарний гравець клубів «Рівер Плейт» , «Мільйонаріос» і «Реал Мадрид». З 2000 року і до самої смерті він був почесним президентом клубу «Реал Мадрид», якому, будучи гравцем, завдячує своїми найбільшими успіхами та всесвітнім визнанням, найкращий бомбардир за всю історію клубу. Його вважають одним із найкращих гравців усіх часів. | Nº1085/2003      | 25 вересня      | [ Ley 37 ]  |
| Хуан Карлос Копес (Juan Carlos Copes; 1931—2021) - Танцюрист і хореограф танго. Відомим тим, що він був пропагандистом танцю танго з видовищним хореографічним стилем та його міжнародним поширенням. | Nº1088/2003      | 2 жовтня        | [ Ley 38 ]  |
| Рауль Хіменес (Raúl Giménez; нар. 1950) - Ліричний тенор, що побудував кар'єру в європейських та південноамериканських театрах, що спеціалізується на бельканто та репертуарі Моцарта. | Nº1089/2003      | 2 жовтня        | [ Ley 39 ]  |
| Професор Фермін Чавес (Fermín Chávez; 1924—2006) - Історик, поет і журналіст, учень Хосе Марії Роси. | Nº1090/2003      | 2 жовтня        | [ Ley 40 ]  |
| Атіліо Стампоне (Atilio Stampone; 1926—2022) - Музикант аргентинського танго, піаніст, аранжувальник, режисер і композитор. Маючи класичну освіту, він був учасником знаменитого октету Астора П'яццолли. У 1952 році, у віці 26 років, створив власний оркестр. Написав музичні партитури до важливих фільмів, у тому числі до «Офіційної версії» (ісп. La historia oficial), який у 1985 році отримав премію «Оскар» як найкращий іноземний фільм. Серед його творів виділяється альбом Concepto 1972 року, який вважається однією з найважливіших комплексних робіт в історії танго та шоу-музики. З 2000 року працював директором Аргентинського національного музичного оркестру «Хуан де Діос Філіберто». | Nº1091/2003      | 2 жовтня        | [ Ley 41 ]  |
| Рауль Гарельйо (Raúl Garello; 1936—2016) - Бандонеоніст, режисером, композитором і аранжувальником, який займався музикою танго. | Nº1092/2003      | 2 жовтня        | [ Ley 42 ]  |
| Карлос Гарсія (Carlos García; 1914—2006) - Піаніст, диригент, композитор і аранжувальник. Виріс у Буенос-Айресі та впродовж 1920—1926 років він почав свої перші музичні дослідження з Маріано Домінгесом. Через деякий час він навчився вдосконалюватися у грі на фортепіано, вивчаючи гармонію, контрапункт, фугу, композицію та інструментування у маестро Педро Руббіоне. | Nº1093/2003      | 2 жовтня        | [ Ley 43 ]  |
| Хорхе Відаль (Jorge Vidal; 1924—2010) - Співак аргентинського танго. Він мав довгу творчу кар'єру, яка включала участь у кількох фільмах. | Nº1094/2003      | 2 жовтня        | [ Ley 44 ]  |
| Мануель Садоскі (Manuel Sadosky; 1914—2005) - Математик, фізик і інформатик, який вважається «батьком комп'ютерної техніки в Аргентині». Він привіз у країну комп'ютер Clementina і був засновником нової комп'ютерної спеціальності в університеті Буенос-Айреса. Під час військової диктатури був вигнаний і повернувся до країни, щоб стати секретарем з питань науки і технологій в уряді Рауля Рікардо Альфонсіна. | Nº1095/2003      | 2 жовтня        | [ Ley 45 ]  |
| Луїс Альберто Кесада (Luis Alberto Quesada; ?) - Поет і громадський діяч. | Nº1096/2003      | 2 жовтня        | [ Ley 46 ]  |
| Роберто Освальд (Roberto Oswald; 1933—2013) - Сценограф і оперний режисер. | Nº1097/2003      | 2 жовтня        | [ Ley 47 ]  |
| Фернандо Суарес Пас (Fernando Suárez Paz; 1941—2020) - Музикант, скрипаль і диригент, який був працював у Національному симфонічному оркестрі та Філармонічному оркестрі Буенос-Айреса. | Nº1098/2003      | 2 жовтня        | [ Ley 48 ]  |
| Орасіо Коппола (Horacio Coppola; 1906—2012) - Фотограф і кінорежисер. | Nº1099/2003      | 2 жовтня        | [ Ley 49 ]  |
| Леон Х'єко (Raúl Alberto Antonio «León» Gieco; нар. 1951) - Популярний музикант і співак. Його творчість характеризується змішанням фольклорного жанру з аргентинським роком, а також соціальними та політичними підтекстами своїх пісень. | Nº1100/2003      | 2 жовтня        | [ Ley 50 ]  |
| Професор Херман Бідарт Кампос (Germán Bidart Campos; 1927—2004) - Правник, доктор права та соціальних наук Університету Буенос-Айреса, він був членом Консультативної комісії з розробки Конституції Аргентини в 1972 році, радником Національного конституційного конвенту з реформи Конституції Аргентини 1994 року. Декан юридичного факультету Аргентинського католицького університету, проректор того ж університету та директор юридичної газети El Derecho. | Nº1179/2003      | 13 листопада    | [ Ley 51 ]  |
| Професор Освальдо Баєр (Osvaldo Bayer; 1927—2018) - Історик, письменник, журналіст, філософ, мислитель, інтелектуал, профспілковий діяч, політичний активіст і правозахисник. В часи військової диктатури жив у вигнанні в Берліні. | Nº1254/2003      | 4 грудня        | [ Ley 52 ]  |
| Максиміліано Герра (Maximiliano Guerra; 1927—2004) - Танцюрист і хореограф. | Nº1255/2003      | 4 грудня        | [ Ley 53 ]  |
| Ебе Клементі (Hebe Clementi; ?) - Історик. | Nº1256/2003      | 4 грудня        | [ Ley 54 ]  |
| Альфредо Карліно (Alfredo Carlino; 1932—2018) - Поет, колишній боксер, журналіст, учитель і політичний активіст пероністського толку. | Nº1257/2003      | 4 грудня        | [ Ley 55 ]  |
| Професор Роберто Едмундо Пупі (Roberto Edmundo Pupi; ?) - Медик. | Nº1258/2003      | 4 грудня        | [ Ley 56 ]  |
| Карлос Б'янкі (Carlos Bianchi; нар. 1949) - Футболіст, тренер і спортивний директор. Б'янкі був одним із найрезультативніших аргентинських форвардів свого часу, встановлюючи рекорди в Аргентині та Франції, але він отримав ще більше визнання завдяки своїй кар'єрі технічного директора, який здебільшого тренував клуби «Велес Сарсфілд» і «Бока Хуніорс» і став ним з найуспішніших в історії південноамериканського футболу. | Nº1259/2003      | 4 грудня        | [ Ley 57 ]  |
| Професор Освальдо Гульєльміно (Osvaldo Guglielmino; ?) - Письменник. | Nº1260/2003      | 4 грудня        | [ Ley 58 ]  |
| Перес Селіс (Pérez Celis; 1939—2008) - Художник-пластик з міжнародним визнанням. Його творчість виражалася в живописі, скульптурі, муралізмі та гравюрі. Він розробив абстрактний стиль, вдаючись до злиття естетичних ліній андських індіанських культур із міжнародним пластичним авангардом, водночас із використанням образів культури Буенос-Айреса. | Nº1467/2004      | 16 вересня      | [ Ley 59 ]  |
| Еміліо Балькарсе (Emilio Balcarce; 1918—2011) - Скрипаль, Бандонеоніст, диригент, аранжувальник і композитор. | Nº1490/2004      | 14 жовтня       | [ Ley 60 ]  |
| Консепсьйон «Чіна» Сорілья (Concepción «China» Zorrilla; 1922—2014) - Уругвайська акторка, комік і режисер. Одна з найпопулярніших діячів мистецтва Ріо-де-ла-Плати та «гранд-дама» ла-платського театру, видатна акторка та театральний режисер у кіно, на радіо та телебаченні, з довгою кар’єрою на обох берегах Ла-Плати, а також сценаристом, продюсером, перекладачем і адаптатором. | Nº1498/2004      | 21 жовтня       | [ Ley 61 ]  |
| Хосе Марія Пенья (José María Peña; ?) - Архітектор. | Nº1566/2004      | 9 грудня        | [ Ley 62 ]  |
| Хоакін Сальвадор Лавадо (Joaquín Salvador Lavado; 1932—2020) - Карикатурист і автор коміксів, який став громадянином Іспанії. Його найвідомішим твором був комікс «Мафальда», що публікувався впродавж 1964—1973 років. | Nº1567/2004      | 9 грудня        | [ Ley 63 ]  |
| Грегоріо Орасіо «Уго Марсель» Карпена (Gregorio Horacio «Hugo Marcel» Cárpena; нар. 1942) - Співак танго й актор. | Nº1569/2004      | 9 грудня        | [ Ley 64 ]  |
| Хорхе Вальдів'єсо (Jorge Valdivieso; нар. 1957) - Вважається найкращим серед аргентинських жокеїв усіх часів. | Nº1570/2004      | 9 грудня        | [ Ley 65 ]  |
| Барух Тенембаум (Baruch Tenembaum; нар. 1933) - Громадський діяч, активіст міжрелігійного діалогу. Народився в сім'ї єврейських гаучо з «Колонії Лас-Пальмерас» (ісп. Colonia Las Palmeras) провінції Санта-Фе, містечку єврейських іммігрантів, які рятувалися від єврейських погромів 1880-х років у Російській імперії. Став відомим як активіст міжрелігійного діалогу, особливо через дві неурядові організації, які він заснував: Casa Argentina в Ізраїлі та Міжнародний фонд Рауля Валленберга. | Nº1572/2004      | 9 грудня        | [ Ley 66 ]  |
| Грегоріо Клімовскі (Gregorio Klimovsky; 1922—2009) - Математик і філософ, який вважається одним із найбільших фахівців з епістемології в Південній Америці. | Nº1573/2004      | 9 грудня        | [ Ley 67 ]  |
| Бруно Хельбер (Bruno Gelber; нар. 1941) - Піаніст. | Nº1886/2005      | 6 грудня        | [ Ley 68 ]  |
| Хуліо Бокка (Julio Bocca; нар. 1967) - Балерун, режисер і педагог балету. Танцював як запрошений артист у кількох театрах, зокрема у: Королівському балеті Лондона, Великому балеті Москви, Кіровському балеті Ленінграда, Ла Скала Мілану, Сарсуелі Мадрида та багатьох інших. | Nº1887/2005      | 6 грудня        | [ Ley 69 ]  |
| Фауд Хорхе Юрій «Леонардо Фавіо» (Faud Jorge Jury «Leonardo Favio»; 1938—2012) - Співак, автор пісень, кінорежисер, кінопродюсер, сценарист, активіст і політик. Пік популярності припав на середину 1960-х — початок 1990-х років. | Nº1888/2005      | 6 грудня        | [ Ley 70 ]  |
| Пальма Ніколіна Равальйо «Естела Раваль» (Palma Nicolina Ravallo «Estela Raval»; 1929—2012) - Одна з найвідоміших аргентинських співачок, жіночий голос Los Cinco Latinos. | Nº2019/2006      | 6 липня         | [ Ley 71 ]  |
| Тереса Пароді (Teresa Parodi; 1929—2012) - Фольклорна співачка й автор пісень. Перший міністр культури Аргентини. Вона також є одним із найбільш репрезентативних фольклорних голосів Аргентини за останні десятиліття, у 1999 році була відзначена спеціальною нагородою на Національному фольклорному фестивалі в Коскіні. | Nº2022/2006      | 6 липня         | [ Ley 72 ]  |
| Херардо Гандіні (Gerardo Gandini; 1929—2012) - Піаніст, композитор і музичним керівник, який став однією з найактуальніших постатей сучасної аргентинської музики другої половини XX століття. | Nº2032/2006      | 13 липня        | [ Ley 73 ]  |
| Луїс Феліпе Ное (Luis Felipe Noé; нар. 1933) - Художник-пластик, мистецтвознавець і педагог. Між 1961 і 1965 роками він був частиною групи Nueva Figuración разом з Ернесто Дейра, Ромуло Маккіо та Хорхе де ла Вега. Опублікував більше двадцяти книг і провів численні виставки як в Аргентині, так і за кордоном. Однією з головних тем, яка проходить через усі його роботи, є його «концепція хаосу», що розуміється як динаміка, частиною якої є люди, у постійній трансформації. | Nº2077/2006      | 31 серпня       | [ Ley 74 ]  |
| Рохеліо Хуліо Фріхеріо (Rogelio Julio Frigerio; 1914—2006) - Журналіст і політик, ключова фігура в уряді Артуро Фрондісі (1958—1962), засновник разом з ним Руху інтеграції та розвитку та основний представник економічної течії девелопменталізму в Аргентині. Нагороджено за: «внесок у національний розвиток, формулювання економіко-політичної доктрини для його реалізації, за пристрасну відданість державним справам і за те, що він був культиватором дружби разом з іншими портеньйо» | Nº2078/2006      | 31 серпня       | [ Ley 75 ]  |
| Едуардо Мануель Аркімбо (Eduardo Manuel Arquimbaud; ?) - Танцюрист. | Nº2113/2006      | 19 жовтня       | [ Ley 76 ]  |
| Глорія Хулія Барро (Gloria Julia Barraud; ?) - Танцюристка. | Nº2113/2006      | 19 жовтня       | [ Ley 76 ]  |
| Гільєрмо Вілас (Guillermo Vilas; нар. 1952) - Тенісист. Переможець 62 турнірів ATP, 4 з яких були турнірами Великого шолома і шість чемпіонатів Гран-Прі (нині тур ATP Мастерс 1000). Єдиним турніром Великого шолома, який він не зміг виграти, був Вімблдон, у якому йому вдалося дійти до чвертьфіналів у 1975 та 1976 роках. Був № 1 і чемпіоном світу 1977 року за престижним щорічним рейтингом World Tennis. | Nº2126/2006      | 26 жовтня       | [ Ley 77 ]  |
| Леон Бенарос (León Benarós; 1915—2012) - Поет, історик, юрист, фольклорист, мистецтвознавець і художник. З літературного боку він належить до так званого покоління 1940-х (ісп. Generación del '40). | Nº2130/2006      | 2 листопада     | [ Ley 78 ]  |
| Алехандро Вашингтон Але «Альберто Подеста» (Alejandro Washington Alé «Alberto Podestá»; 1924—2015) - Співаком аргентинського танго. | Nº2144/2006      | 9 листопада     | [ Ley 79 ]  |
| Сіпе Лінковскі (Cipe Lincovsky; 1929—2015) - Акторка. Одна з найвидатніших у своїй країні, головним чином у кіно та театрі, діячка культури єврейської громади в Аргентині. | Nº2159/2006      | 23 листопада    | [ Ley 80 ]  |
| Клоріндо Теста (Clorindo Testa; 1923—2013) - Один із найвідоміших архітекторів Латинської Америки XX століття, представник бруталістської архітектури. Серед його найважливіших робіт — будівлі, які увійшли в історію аргентинської архітектури, такі як будівля банку Лондона і Південної Америки та Національна бібліотека, обидві розташовані в Буенос-Айресі. Він також був художником-пластиком. Нагороджено за: «внесок в ідентичність Автономного міста Буенос-Айрес» | Nº2160/2006      | 23 листопада    | [ Ley 81 ]  |
| Елена Люсена (Elena Lucena; 1914—2015) - Акторка, танцівниця і співачка. | Nº2161/2006      | 23 листопада    | [ Ley 82 ]  |
| Дієго Торрес (Diego Torres; нар. 1971) - Актор, автор пісень і музикант у латиноамериканському поп-жанрі. Відомий за ролями на телебаченні таа в кіно у фільмах «Інші та ми» (ісп. Los otros y nosotros), «Золота ракетна група» (ісп. La banda del Golden Rocket) та головною роллю у фільмі «Сусіди у війні» (ісп. Los vecinos en guerra). | Nº2162/2006      | 23 листопада    | [ Ley 83 ]  |
| Рубен Хуарес (Rubén Juárez; 1947—2010) - Виконавець аргентинського танго, бандонеоніст та автор пісень. | Nº2205/2006      | 7 грудня        | [ Ley 84 ]  |
| Віктор Уго Моралес (Víctor Hugo Morales; нар. 1947) - Уругвайський журналіст, телеведучий і письменник, який живе в Аргентині з 1981 року. Відомий, як коментатор футбольних матчів, аж до того, що іноді його вважають «найкращим іспаномовним спортивним репортером». | Nº2207/2006      | 7 грудня        | [ Ley 85 ]  |
| Флореаль Антоніо Феррара (Floreal Antonio Ferrara; 1924—2010) - Кардіолог, спеціаліст із соціальної медицини, автор кількох книг і міністр охорони здоров’я провінції Буенос-Айрес. Нагороджено за: «те, що присвятив своє життя науковому прогресу в галузі охорони здоров'я та політичним і соціальним зобов'язанням і щоб це знайшло відображення в державній системі, яка гарантує здоров'я всього населення.» | Nº2205/2006      | 7 грудня        | [ Ley 86 ]  |
| Карлос Альберто Бертоласі (Carlos Alberto Bertolasi; ?) - Медик. Нагороджено за: «надзвичайну кар’єру лікаря та вагомий внесок у систему охорони здоров'я Автономного міста Буенос-Айрес.» | Nº2209/2006      | 7 грудня        | [ Ley 87 ]  |
| Хосе Луїс Мангієрі (José Luis Mangieri; 1924—2008) - Поет і редактор. | Nº2251/2006      | 14 грудня       | [ Ley 88 ]  |
| Мігель Анхель Еспече Хіль (Miguel Ángel Espeche Gil; ?) - Дипломат. | Nº2252/2006      | 14 грудня       | [ Ley 89 ]  |
| Альдо Сесса (Aldo Sessa; нар. 1939) - Фотограф та ілюстратор. | Nº2253/2006      | 14 грудня       | [ Ley 90 ]  |
| Сільвія Блайхмар (Silvia Bleichmar; 1944—2007) - Психоаналітик, психолог і соціолог. | Nº2331/2007      | 10 травня       | [ Ley 91 ]  |
| Маркос Мундсток (Marcos Mundstock; 1942—2020) - Диктор, креативний редактор, актор, комік і гуморист. Відомий як учасник гумористично-музикальної групи Les Luthiers, членом якої був понад 50 років. Нагороджений разом з іншими членами групи. | Nº2414/2007      | 23 серпня       | [ Ley 92 ]  |
| Карлос Нуньєс Кортес (Carlos Núñez Cortés; нар. 1942) - Гуморист, піаніст, композитор і хімік. Відомий як учасник гумористично-музикальної групи Les Luthiers, членом якої був понад 50 років. Нагороджений разом з іншими членами групи. | Nº2414/2007      | 23 серпня       | [ Ley 92 ]  |
| Карлос Лопес Пуччо (Carlos López Puccio; нар. 1946) - Керівник оркестру та хору, мультиінструменталіст і комік. Відомий як учасник гумористично-музикальної групи Les Luthiers, а також засновник і директор хорової студії Буенос-Айреса. Нагороджений разом з іншими членами групи Les Luthiers. | Nº2414/2007      | 23 серпня       | [ Ley 92 ]  |
| Данієль Рабінович (Daniel Rabinovich; 1943—2015) - Актор і комік. Відомий як учасник гумористично-музикальної групи Les Luthiers, членом якої був понад 50 років. Нагороджений разом з іншими членами групи. | Nº2414/2007      | 23 серпня       | [ Ley 92 ]  |
| Хорхе Маронна (Jorge Maronna; нар. 1948) - Композитор, гітарист і комік. Відомий як учасник гумористично-музикальної групи Les Luthiers, членом якої був понад 50 років. Нагороджений разом з іншими членами групи. | Nº2414/2007      | 23 серпня       | [ Ley 92 ]  |
| Вітілло Абалос (Vitillo Ábalos; 1922—2019) - Фольклорист, музикант, пісняр, композитор, співак і танцюрист. Учасник гурту Los Hermanos Ábalos протягом майже шістдесяти років, а потім продовжив свою кар'єру в El patio de Vitillo Ábalos. Нагороджено за: «національну та міжнародну кар'єру в галузі музики» | Nº2415/2007      | 23 серпня       | [ Ley 93 ]  |
| Маріо Роберто Альварес (Mario Roberto Álvarez; 1913—2011) - Архітектор, що вважається одним із найвпливовіших представників архітектурної школи модернізму у своїй країні. Прихильник принципів раціоналізму, за його проектами було побудовано багато різноманітних об'єктів: приватні будинки, офісні будівлі, офіси банків, санаторії, театри, лабораторії, галереї, кондомініуми тощо. Серед його найвідоміших робіт — будівля театру генерала Сан-Мартіна, штаб-квартира SOMISA, вежа IBM і вежа Le Parc. | Nº2416/2007      | 23 серпня       | [ Ley 94 ]  |
| Ана Марія Стекельман (Ana María Stekelman; нар. 1944) - Танцівниця та хореограф. Відома тим, що створила аргентинську танцювальну групу Tangokinesis, яка поєднує танго з сучасним танцем. | Nº2417/2007      | 23 серпня       | [ Ley 95 ]  |
| Іполіто Соларі Ірігоєн (Hipólito Solari Yrigoyen; нар. 1933) - Юрист і політик, активіст-реформатор та член лівого Громадянського радикального союзу, який двічі був національним сенатором. Один із засновників Руху оновлення та змін під керівництвом Рауля Альфонсина. У 1999—2002 роках — член і, пізніше, віце-президент комітету з прав людини ООН. Автор кількох книг. | Nº2418/2007      | 23 серпня       | [ Ley 96 ]  |
| Роберто «Тіто» Косса (Roberto «Tito» Cossa; нар. 1934) - Один із найважливіших драматургів в історії аргентинського театру. Разом із Рікардо Халаком є представником «покоління нового реалізму» (ісп. Generación del Nuevo Realismo), що продовжило творчість Карлоса Горостізи. | Nº2419/2007      | 23 серпня       | [ Ley 97 ]  |
| Едуардо Лагос (Eduardo Lagos; 1929—2009) - Музикант, піаніст, композитор, журналіст і офтальмолог, якого вважають «батьком народної музики в Аргентині». У 1960-х роках, під час, так званого, фольклорного буму, був одним із найвидатніших новаторів народної музики в Аргентині. | Nº2424/2007      | 30 серпня       | [ Ley 98 ]  |
| Франсіско Хосе Кабрера (Francisco José Cabrera; ?) - 1 | Nº2425/2007      | 30 серпня       | [ Ley 99 ]  |
| Гільєрмо Ру (Guillermo Roux; 1929—2021) - Художник, який вважався одним із лідерів сюрреалізму у своїй країні. | Nº2426/2007      | 30 серпня       | [ Ley 100 ] |
| Бернардо Есек'єль Корембліт (Bernardo Ezequiel Koremblit; 1916—2010) - Письменником гуманістичних нарисів і публіцистичних статей на літературну тематику. Опублікував книги про поетів Ніколаса Оліварі, Алехандри Пісарнік й Альберто Герчуноффа. | Nº2427/2007      | 30 серпня       | [ Ley 101 ] |
| Марія Роса Мартінес Суарес де Тінайра «Мірта Легран» (María Rosa Martínez Suárez de Tinayre «Mirtha Legrand»; нар. 1927) - Акторка та телеведуча. Протягом своєї 83-річної кар'єри зіграла у 35 фільмах, 11 п'єсах і 3 телевізійних серіалах, а також був ведучою двох радіосеріалів і телевізійного обіднього ток-шоу, яке транслювалося протягом 55 років. Одна з найвідоміших людей і з найдовшою медійною кар'єрою в Аргентині. | Nº2630/2007      | 20 грудня       | [ Ley 102 ] |
| Естела де Карлотто (Estela de Carlotto; нар. 1930) - Правозахисник і президент асоціації Abuelas de Plaza de Mayo. | Nº2631/2007      | 20 грудня       | [ Ley 103 ] |
| Гільєрмо О'Доннелл (Guillermo O'Donnell; 1936—2011) - Політолог. Серед його теоретичного внеску в науку виділяються праці про бюрократично-авторитарну державу, теорію демократії та характеристики процесів переходу до демократії через розвиток таких концепцій, як підзвітність (горизонталь відповідальність), «мікродемократія» (ісп. democracia micro) та «делегативна демократія» (ісп. democracia delegativa). | Nº2632/2007      | 20 грудня       | [ Ley 104 ] |
| Даніель Баренбойм (Daniel Barenboim; нар. 1942) - Піаніст і диригент. Син музикантів, дебютував у Буенос-Айресі у віці семи років і пізніше був запрошений зальцбурзьким Моцартеумом продовжити навчання в цьому місті. Навчався у Надії Буланже, Ігоря Маркевича та в академії Санта-Чечілія в Римі. Нагороджено за: «помітну кар'єру на міжнародній музичній сцені» | Nº2645/2008      | 6 березня       | [ Ley 105 ] |
| Роса Тарловскі де Ройсінбліт (Rosa Tarlovsky de Roisinblit; нар. 1919) - Правозахисник і віце-президент асоціації Abuelas de Plaza de Mayo. | Nº2646/2008      | 6 березня       | [ Ley 106 ] |
| Фортунато Бенаїм (Fortunato Benaim; ?) - Медик. | Nº2649/2008      | 13 березня      | [ Ley 107 ] |
| Хуан «Тата» Седрон (Juan «Tata» Cedrón; нар. 1939) - Музикант аргентинського танго, композитор, режисер і гітарист. | Nº2668/2008      | 3 квітня        | [ Ley 108 ] |
| Ґрісельда Ґамбаро (Griselda Gambaro; нар. 1928) - Письменниця та драматург. | Nº2669/2008      | 3 квітня        | [ Ley 109 ] |
| Марія Ньєвес Рего (María Nieves Rego; нар. 1934) - Танцівниця аргентинського танго, мілонгера та хореограф, відома як учасниця акторського шоу Tango Argentino. Протягом кількох десятиліть танцювала з Хуаном Карлосом Копесом, доки вони не розійшлися в 1990-х роках. | Nº2670/2008      | 3 квітня        | [ Ley 110 ] |
| Рауль Рікардо Альфонсін (Raúl Ricardo Alfonsín; 1927—2009) - Державний діяч, юрист, політик і захисник прав людини. Він був радником, депутатом провінції, національним депутатом, національним сенатором і Президентом Аргентини (1983—1989). Член лівого Громадянського радикального союзу народу та Громадянського радикального союзу. Віце-президент Соціалістичного інтернаціоналу. Серед прихильників відомий як «батько сучасної демократії в Аргентині». | Nº2787/2008      | 14 жовтня       | [ Ley 111 ] |

### Закони Автономного міста Буенос-Айрес (Ley Ciudad Autónoma de Buenos Aires)
1. ↑  Ley CABA Nº: 176 / 1999. Publicado en el B.O. CABA Nº 686 el 04-05-1999.
2. ↑  Ley CABA Nº: 266 / 1999. Publicado en el B.O. CABA Nº 855 el 10-01-2000.
3. ↑  Ley CABA Nº: 267 / 1999. Publicado en el B.O. CABA Nº 829 el 29-11-1999.
4. ↑  Ley CABA Nº: 619 / 2001. Publicado en el B.O. CABA Nº 1268 el 04-09-2001.
5. ↑  Ley CABA Nº: 620 / 2001. Publicado en el B.O. CABA Nº 1268 el 04-09-2001.
6. ↑  Ley CABA Nº: 673 / 2001. Publicado en el B.O. CABA Nº 1348 el 27-12-2001.
7. ↑  Ley CABA Nº: 674 / 2001. Publicado en el B.O. CABA Nº 1348 el 27-12-2001.
8. ↑  Ley CABA Nº: 675 / 2001. Publicado en el B.O. CABA Nº 1348 el 27-12-2001.
9. ↑  Ley CABA Nº: 676 / 2001. Publicado en el B.O. CABA Nº 1354 el 08-01-2002.
10. ↑  Ley CABA Nº: 677 / 2001. Publicado en el B.O. CABA Nº 1349 el 28-12-2001.
11. ↑  Ley CABA Nº: 721 / 2002. Publicado en el B.O. CABA Nº 1365 el 23-01-2002.
12. ↑  Ley CABA Nº: 722 / 2001. Publicado en el B.O. CABA Nº 1366 el 24-01-2002.
13. ↑  Ley CABA Nº: 723 / 2001. Publicado en el B.O. CABA Nº 1369 el 29-01-2002.
14. ↑  Ley CABA Nº: 724 / 2001. Publicado en el B.O. CABA Nº 1369 el 29-01-2002.
15. ↑  Ley CABA Nº: 807 / 2002. Publicado en el B.O. CABA Nº 1497 el 05-08-2002.
16. ↑  Ley CABA Nº: 808 / 2002. Publicado en el B.O. CABA Nº 1497 el 05-08-2002.
17. ↑  Ley CABA Nº: 809 / 2002. Publicado en el B.O. CABA Nº 1498 el 06-08-2002.
18. ↑  Ley CABA Nº: 810 / 2002. Publicado en el B.O. CABA Nº 1498 el 06-08-2002.
19. ↑  Ley CABA Nº: 846 / 2002. Publicado en el B.O. CABA Nº 1519 el 05-09-2002.
20. ↑  Ley CABA Nº: 858 / 2002. Publicado en el B.O. CABA Nº 1526 el 16-09-2002.
21. ↑  Ley CABA Nº: 977 / 2002. Publicado en el B.O. CABA Nº 1615 el 23-01-2003.
22. ↑  Ley CABA Nº: 978 / 2002. Publicado en el B.O. CABA Nº 1619 el 29-01-2003.
23. ↑  Ley CABA Nº: 979 / 2002. Publicado en el B.O. CABA Nº 1614 el 22-01-2003.
24. ↑  Ley CABA Nº: 980 / 2002. Publicado en el B.O. CABA Nº 1614 el 22-01-2003.
25. ↑  Ley CABA Nº: 981 / 2002. Publicado en el B.O. CABA Nº 1615 el 23-01-2003.
26. ↑  Ley CABA Nº: 982 / 2002. Publicado en el B.O. CABA Nº 1616 el 24-01-2003.
27. ↑  Ley CABA Nº: 983 / 2002. Publicado en el B.O. CABA Nº 1618 el 28-01-2003.
28. ↑  Ley CABA Nº: 984 / 2003. Publicado en el B.O. CABA Nº 1618 el 28-01-2003.
29. ↑  Ley CABA Nº: 985 / 2002. Publicado en el B.O. CABA Nº 1619 el 29-01-2003.
30. ↑  Ley CABA Nº: 986 / 2002. Publicado en el B.O. CABA Nº 1618 el 28-01-2003.
31. 1 2  Ley CABA Nº: 987 / 2002. Publicado en el B.O. CABA Nº 1617 el 27-01-2003.
32. ↑  Ley CABA Nº: 988 / 2002. Publicado en el B.O. CABA Nº 1617 el 27-01-2003.
33. ↑  Ley CABA Nº: 989 / 2002. Publicado en el B.O. CABA Nº 1614 el 22-01-2003.
34. ↑  Ley CABA Nº: 990 / 2002. Publicado en el B.O. CABA Nº 1619 el 29-01-2003.
35. ↑  Ley CABA Nº: 991 / 2002. Publicado en el B.O. CABA Nº 1615 el 23-01-2003.
36. ↑  Ley CABA Nº: 1026 / 2003. Publicado en el B.O. CABA Nº 1716 el 20-06-2003.
37. ↑  Ley CABA Nº: 1085 / 2003. Publicado en el B.O. CABA Nº 1803 el 24-10-2003.
38. ↑  Ley CABA Nº: 1088 / 2003. Publicado en el B.O. CABA Nº 1809 el 03-11-2003.
39. ↑  Ley CABA Nº: 1089 / 2003. Publicado en el B.O. CABA Nº 1809 el 03-11-2003.
40. ↑  Ley CABA Nº: 1090 / 2003. Publicado en el B.O. CABA Nº 1809 el 03-11-2003.
41. ↑  Ley CABA Nº: 1091 / 2003. Publicado en el B.O. CABA Nº 1809 el 03-11-2003.
42. ↑  Ley CABA Nº: 1092 / 2003. Publicado en el B.O. CABA Nº 1809 el 03-11-2003.
43. ↑  Ley CABA Nº: 1093 / 2003. Publicado en el B.O. CABA Nº 1809 el 03-11-2003.
44. ↑  Ley CABA Nº: 1094 / 2003. Publicado en el B.O. CABA Nº 1809 el 03-11-2003.
45. ↑  Ley CABA Nº: 1095 / 2003. Publicado en el B.O. CABA Nº 1809 el 03-11-2003.
46. ↑  Ley CABA Nº: 1096 / 2003. Publicado en el B.O. CABA Nº 1809 el 03-11-2003.
47. ↑  Ley CABA Nº: 1097 / 2003. Publicado en el B.O. CABA Nº 1809 el 03-11-2003.
48. ↑  Ley CABA Nº: 1098 / 2003. Publicado en el B.O. CABA Nº 1809 el 03-11-2003.
49. ↑  Ley CABA Nº: 1099 / 2003. Publicado en el B.O. CABA Nº 1809 el 03-11-2003.
50. ↑  Ley CABA Nº: 1100 / 2003. Publicado en el B.O. CABA Nº 1809 el 03-11-2003.
51. ↑  Ley CABA Nº: 1179 / 2003. Publicado en el B.O. CABA Nº 1838 el 15-12-2003.
52. ↑  Ley CABA Nº: 1254 / 2003. Publicado en el B.O. CABA Nº 1859 el 16-01-2004.
53. ↑  Ley CABA Nº: 1255 / 2003. Publicado en el B.O. CABA Nº 1859 el 16-01-2004.
54. ↑  Ley CABA Nº: 1256 / 2003. Publicado en el B.O. CABA Nº 1859 el 16-01-2004.
55. ↑  Ley CABA Nº: 1257 / 2003. Publicado en el B.O. CABA Nº 1859 el 16-01-2004.
56. ↑  Ley CABA Nº: 1258 / 2003. Publicado en el B.O. CABA Nº 1854 el 09-01-2004.
57. ↑  Ley CABA Nº: 1259 / 2003. Publicado en el B.O. CABA Nº 1850 el 05-01-2004.
58. ↑  Ley CABA Nº: 1260 / 2003. Publicado en el B.O. CABA Nº 1853 el 08-01-2004.
59. ↑  Ley CABA Nº: 1467 / 2004. Publicado en el B.O. CABA Nº 2054 el 27-10-2004.
60. ↑  Ley CABA Nº: 1490 / 2004. Publicado en el B.O. CABA Nº 2068 el 16-11-2004.
61. ↑  Ley CABA Nº: 1498 / 2004. Publicado en el B.O. CABA Nº 2070 el 18-11-2004.
62. ↑  Ley CABA Nº: 1566 / 2004. Publicado en el B.O. CABA Nº 2112 el 19-01-2005.
63. ↑  Ley CABA Nº: 1567 / 2004. Publicado en el B.O. CABA Nº 2113 el 20-01-2005.
64. ↑  Ley CABA Nº: 1569 / 2004. Publicado en el B.O. CABA Nº 2113 el 20-01-2005.
65. ↑  Ley CABA Nº: 1570 / 2004. Publicado en el B.O. CABA Nº 2115 el 24-01-2005.
66. ↑  Ley CABA Nº: 1572 / 2004. Publicado en el B.O. CABA Nº 2113 el 20-01-2005.
67. ↑  Ley CABA Nº: 1573 / 2004. Publicado en el B.O. CABA Nº 2113 el 20-01-2005.
68. ↑  Ley CABA Nº: 1886 / 2005. Publicado en el B.O. CABA Nº 2363 el 20-01-2006.
69. ↑  Ley CABA Nº: 1887 / 2005. Publicado en el B.O. CABA Nº 2362 el 20-01-2006.
70. ↑  Ley CABA Nº: 1888 / 2005. Publicado en el B.O. CABA Nº 2363 el 20-01-2006.
71. ↑  Ley CABA Nº: 2019 / 2006. Publicado en el B.O. CABA Nº 2499 el 10-08-2006.
72. ↑  Ley CABA Nº: 2022 / 2006. Publicado en el B.O. CABA Nº 2493 el 02-08-2006.
73. ↑  Ley CABA Nº: 2032 / 2006. Publicado en el B.O. CABA Nº 2504 el 17-08-2006.
74. ↑  Ley CABA Nº: 2077 / 2006. Publicado en el B.O. CABA Nº 2533 el 28-09-2006.
75. ↑  Ley CABA Nº: 2078 / 2006. Publicado en el B.O. CABA Nº 2533 el 28-09-2006.
76. 1 2  Ley CABA Nº: 2113 / 2006. Publicado en el B.O. CABA Nº 2570 el 21-11-2006.
77. ↑  Ley CABA Nº: 2126 / 2006. Publicado en el B.O. CABA Nº 2577 el 30-11-2006.
78. ↑  Ley CABA Nº: 2130 / 2006. Publicado en el B.O. CABA Nº 2574 el 27-11-2006.
79. ↑  Ley CABA Nº: 2144 / 2006. Publicado en el B.O. CABA Nº 2585 el 13-12-2006.
80. ↑  Ley CABA Nº: 2159 / 2006. Publicado en el B.O. CABA Nº 2598 el 05-01-2007.
81. ↑  Ley CABA Nº: 2160 / 2006. Publicado en el B.O. CABA Nº 2598 el 05-01-2007.
82. ↑  Ley CABA Nº: 2161 / 2006. Publicado en el B.O. CABA Nº 2598 el 05-01-2007.
83. ↑  Ley CABA Nº: 2162 / 2006. Publicado en el B.O. CABA Nº 2598 el 05-01-2007.
84. ↑  Ley CABA Nº: 2205 / 2006. Publicado en el B.O. CABA Nº 2607 el 18-01-2007.
85. ↑  Ley CABA Nº: 2207 / 2006. Publicado en el B.O. CABA Nº 2607 el 18-01-2007.
86. ↑  Ley CABA Nº: 2208 / 2006. Publicado en el B.O. CABA Nº 2611 el 24-01-2007.
87. ↑  Ley CABA Nº: 2209 / 2006. Publicado en el B.O. CABA Nº 2611 el 24-01-2007.
88. ↑  Ley CABA Nº: 2251 / 2006. Publicado en el B.O. CABA Nº 2612 el 25-01-2007.
89. ↑  Ley CABA Nº: 2252 / 2006. Publicado en el B.O. CABA Nº 2612 el 25-01-2007.
90. ↑  Ley CABA Nº: 2253 / 2006. Publicado en el B.O. CABA Nº 2612 el 25-01-2007.
91. ↑  Ley CABA Nº: 2331 / 2007. Publicado en el B.O. CABA Nº 2698 el 05-06-2007.
92. 1 2 3 4 5  Ley CABA Nº: 2414 / 2007. Publicado en el B.O. CABA Nº 2765 el 11-09-2007.
93. ↑  Ley CABA Nº: 2415 / 2007. Publicado en el B.O. CABA Nº 2771 el 19-09-2007.
94. ↑  Ley CABA Nº: 2416 / 2007. Publicado en el B.O. CABA Nº 2771 el 19-09-2007.
95. ↑  Ley CABA Nº: 2417 / 2007. Publicado en el B.O. CABA Nº 2771 el 19-09-2007.
96. ↑  Ley CABA Nº: 2418 / 2007. Publicado en el B.O. CABA Nº 2772 el 20-09-2007.
97. ↑  Ley CABA Nº: 2419 / 2007. Publicado en el B.O. CABA Nº 2773 el 21-09-2007.
98. ↑  Ley CABA Nº: 2424 / 2007. Publicado en el B.O. CABA Nº 2776 el 26-09-2007.
99. ↑  Ley CABA Nº: 2425 / 2007. Publicado en el B.O. CABA Nº 2780 el 02-10-2007.
100. ↑  Ley CABA Nº: 2426 / 2007. Publicado en el B.O. CABA Nº 2777 el 27-09-2007.
101. ↑  Ley CABA Nº: 2427 / 2007. Publicado en el B.O. CABA Nº 2777 el 27-09-2007.
102. ↑  Ley CABA Nº: 2630 / 2007. Publicado en el B.O. CABA Nº 2853 el 18-01-2008.
103. ↑  Ley CABA Nº: 2631 / 2007. Publicado en el B.O. CABA Nº 2855 el 22-01-2008.
104. ↑  Ley CABA Nº: 2632 / 2007. Publicado en el B.O. CABA Nº 2854 el 21-01-2008.
105. ↑  Ley CABA Nº: 2645 / 2008. Publicado en el B.O. CABA Nº 2907 el 11-04-2008.
106. ↑  Ley CABA Nº: 2646 / 2008. Publicado en el B.O. CABA Nº 2908 el 14-04-2008.
107. ↑  Ley CABA Nº: 2649 / 2008. Publicado en el B.O. CABA Nº 2919 el 29-04-2008.
108. ↑  Ley CABA Nº: 2668 / 2008. Publicado en el B.O. CABA Nº 2922 el 05-05-2008.
109. ↑  Ley CABA Nº: 2669 / 2008. Publicado en el B.O. CABA Nº 2924 el 07-05-2008.
110. ↑  Ley CABA Nº: 2670 / 2008. Publicado en el B.O. CABA Nº 2922 el 05-05-2008.
111. ↑  Ley CABA Nº: 2787 / 2008. Publicado en el B.O. CABA Nº 2987 el 06-08-2008.